# Guozhuang (socken i Kina, Henan, lat 34,31, long 116,08)
Guozhuang (kinesiska: 郭庄, 郭庄乡) är en socken i Kina. Den ligger i provinsen Henan, i den centrala delen av landet, omkring 230 kilometer öster om provinshuvudstaden Zhengzhou.
Genomsnittlig årsnederbörd är 945 millimeter. Den regnigaste månaden är juli, med i genomsnitt 207 mm nederbörd, och den torraste är januari, med 9 mm nederbörd.